# Chrysolina bergeali
Chrysolina bergeali é uma espécie de artrópode pertencente à família Chrysomelidae.